# Burkinische Fußballnationalmannschaft (U-17-Junioren)
Die burkinische U-17-Fußballnationalmannschaft ist eine Auswahlmannschaft burkinischer Fußballspieler. Sie unterliegt der Fédération Burkinabè de Football und repräsentiert sie international auf U-17-Ebene, etwa in Freundschaftsspielen gegen die Auswahlmannschaften anderer nationaler Verbände, bei U-17-Afrikameisterschaften und U-17-Weltmeisterschaften.
Die Mannschaft wurde 2011 Afrikameister. 1999 und 2001 wurde sie Vize-Afrikameister, 2009 erreichte sie den dritten Platz.
Für Weltmeisterschaften konnte sie sich bislang viermal qualifizieren. Ihr bestes Ergebnis war dabei der dritte Platz 2001. 1999 und 2011 schied sie in der Vorrunde aus, 2009 im Achtelfinale.

## Teilnahme an U-17-Weltmeisterschaften
(Bis 1989 U-16-Weltmeisterschaft)
| 1985 | nicht qualifiziert |
| 1987 | nicht qualifiziert |
| 1989 | nicht qualifiziert |
| 1991 | nicht qualifiziert |
| 1993 | nicht qualifiziert |
| 1995 | nicht qualifiziert |
| 1997 | nicht qualifiziert |
| 1999 | Vorrunde           |
| 2001 | 3. Platz           |
| 2003 | nicht qualifiziert |
| 2005 | nicht qualifiziert |
| 2007 | nicht qualifiziert |
| 2009 | Achtelfinale       |
| 2011 | Vorrunde           |
| 2013 | nicht qualifiziert |
| 2015 | nicht qualifiziert |
| 2017 | nicht qualifiziert |
| 2019 | nicht qualifiziert |
| 2021 | –                  |
| 2023 | Vorrunde           |

## Teilnahme an U-17-Afrikameisterschaften
| 1995 | nicht qualifiziert |
| 1997 | nicht qualifiziert |
| 1999 | 2. Platz           |
| 2001 | 2. Platz           |
| 2003 | nicht qualifiziert |
| 2005 | Vorrunde           |
| 2007 | Vorrunde           |
| 2009 | 3. Platz           |
| 2011 | Afrikameister      |
| 2013 | nicht qualifiziert |
| 2015 | nicht qualifiziert |
| 2017 | nicht qualifiziert |
| 2019 | nicht qualifiziert |
| 2021 | –                  |
| 2023 | 3. Platz           |